# عصر تاریکی
عصر تاریکی (انگلیسی: The Darkening Age) کتاب کاترین نیکسی در سال ۲۰۱۷ است. در این کتاب، نیکسی استدلال می‌کند که مسیحیت اولیه عمداً فرهنگ‌های یونانی و رومی کلاسیک را نابود کردند و به از دست رفتن دانش کلاسیک کمک کردند. این کتاب یکی از پرفروش‌ترین‌های بین‌المللی بود، به ۱۲ زبان ترجمه شد و یکی از کتاب‌های برجسته نیویورک تایمز در سال ۲۰۱۸ بود. این کتاب نقدهای مثبتی از سوی دانشگاهیان مانند پیتر فرانکوپن، استاد تاریخ جهانی در دانشگاه آکسفورد، دریافت کرد. تیم ویتمارش، استاد فرهنگ یونانی در دانشگاه کمبریج، و دیگران سبک و اصالت آن را ستودند. از سوی برخی از محققان دوران باستان متأخر و قرون وسطی مورد انتقاد قرار گرفت، که آن را متهم به بیان روایتی ساده و جدلی و اغراق‌آمیز کردند که تا چه حد مسیحیان اولیه جنبه‌هایی از فرهنگ‌های یونان و روم قدیمی را سرکوب می‌کردند.

## محتوا
نیکسی پس از بیان این عقیده که روایات تاریخی سنتی تمایل دارند روم پیش از مسیحیت را در نوری نامطلوب به تصویر بکشند (سرد و پوچ گرایانه)، به توصیف آنچه به عنوان حمله مسیحیان علیه میراث کلاسیک در دوران باستان متأخر می‌نگرند، در طی دوران باستان متأخر می‌پردازد که دوره ای است که عموماً امپراتوری روم متأخر و قرون وسطای آغازین را در بر می‌گیرد. حمله ای که او ادعا می‌کند هم فیزیکی و هم فرهنگی است و خواننده را از قتل هیپاتیا در سال ۴۱۵ و تخریب مجسمه‌های پیگن‌ها تا بسته شدن معابد و تخریب کتاب‌ها می‌برد.
برای نیکسی، این قسمت‌های غیرت مذهبی خشونت‌آمیز با این باور به‌طور گسترده ترویج شده‌است که ادیان پیگنیسم در واقع شیاطین یا دمون را در خود جای داده‌اند، و همچنین با سخنان قدرتمند رهبران مسیحی که علیه دشمنان کلیسای اولیه به کار می‌رفتند. به این معنا، او فکر می‌کند که پایه‌های آزار و اذیت دینی بعدی در آن زمان گذاشته شده‌است.
فیلیپ جنکینز از پیروان کلیسای اسقفی پروتستان (ایالات متحده آمریکا) در نقد کتاب می‌نویسد در حالی که خشونت مسیحیان اولیه قابل دفاع نبود، راهبان حق داشتند که زیارتگاه‌های پیگن‌ها را به عنوان یک مانع بزرگ در برابر مسیحیت می‌دانستند. مردم همچنان به قدرت خدایان و ارواح قدیمی ایمان داشتند تا زمانی که مکان‌های مقدس آنها حذف شود. قدرت خدایان قدیمی در لحظه ای پایان یافت که مسیحیان بت‌ها را ویران کردند و سالم ماندند.

## پذیرایی

### در بین عموم مردم
«عصر تاریکی» به‌عنوان یکی از «کتاب‌های قابل توجه» «نیویورک تایمز» و توسط «تلگراف» در فهرست «کتاب سال» «اسپکتیتر»، «ناظر» و «تاریخ بی‌بی‌سی» قرار گرفت.
این کتاب نقدهای مثبت گسترده‌ای از جمله در نیویورک تایمز، اسپکتیتر و تایمز دریافت کرد. ای. سی. گریلینگ آن را به عنوان کتاب مورد علاقه خود در ۱۲ ماه گذشته معرفی کرد.

### در بین متخصصین
امیلی ویلسون، استاد مطالعات کلاسیک در دانشگاه پنسیلوانیا، این کتاب را نقد مثبتی ارائه کرد و آن را «راهنمای خنده‌دار، سرزنده، خواندنی» برای جنبه‌های تاریک مسیحیت اولیه خواند.
پیتر فرانکوپان، استاد تاریخ جهانی در دانشگاه آکسفورد و مدیر مرکز تحقیقات بیزانسی آکسفورد، متن را «جسورانه، خیره‌کننده و تحریک‌کننده» یافت که ایده‌های دریافت شده دربارهٔ مسیحیت اولیه را به چالش می‌کشد.
پروفسور تیم ویتمارش از دانشگاه کمبریج آن را به عنوان متنی جدل‌برانگیز متنی علیه دیدگاه مسیحیت که حاکمیت روم را انسانی‌تر نشان می‌دهد، استدلال می‌کند، اما او هشدار می‌دهد که این کار خطر یک طرفه بودن را دارد.
واکنش مؤسسات و انتشارات مسیحی کمتر مثبت بود، با انتقاد در مورد انتخاب منابع، محدودیت‌های شواهد ارائه‌شده و آنچه که آنها به عنوان تمایل نویسنده به نتیجه‌گیری گسترده از حوادث مجزا می‌دانند عنوان شده‌است. فیلیپ جنکینز در قرن مسیحی، نوشته اوریل کامرون در مجله تبلت نمونه‌هایی از این دیدگاه هستند.
همچنین، استاد تاریخ باستان دانشگاه آکسفورد، پیتر تونمان، می‌گوید که نیکسی تعمیم‌های گسترده‌ای را بر اساس شواهد محدود انجام می‌دهد و کتاب‌سوزی مسیحیان معمولاً به سمت ادبیات کلاسیک هدایت نمی‌شوند. مورخ قرون وسطی در دانشگاه اکستر «لوی روچ» استدلال می‌کند که این کتاب دیدگاه منسوخ شده از قرون وسطی اروپا را به عنوان یک باتلاق فکری تأیید می‌کند.

### افتخارات
این کتاب برنده جایزه دوم در سال ۲۰۱۵ انجمن پادشاهی ادبیات انگلستان جایزه جروود برای کتاب غیرداستانی و جایزه کتاب موریس دی. فورکوش برای بهترین کتاب انسان گرا در سال ۲۰۱۸ شد.